# Креолізація
Креолізація (від лат. creare — створювати, плекати) — процес, під час якого етнічна спільнота, потрапляючи у нові для себе обставини (переселення, підкорення іншими людським спільнотами), набуває цінностей іншої культури, практикує спосіб життя, що відмінний від нового довкілля та певною мірою відрізняється від його укладу, який вона вела на етнічній батьківщині чи до підкорення іншою спільнотою.  
Протилежне поняття креолізації — гомогенізація (усереднення).
Культури піддаються креолізації внаслідок злиття розрізнених елементів, які є одночасно неоднорідними і властивими цьому середовищу.
У лінгвістиці креолізації відноситься до процесу створення креольської мови.